# A Pongszon Hongkjongsza sztéléje
A Pongszon Hongkjongsza sztéléje (천안 봉선홍경사 갈기비 Cshonan Pongszon Hongkjongsza kalgibi) Dél-Korea 7. számú nemzeti kincse, mely Cshonanban, Dél-Cshungcshong tartományban található.

## Története
A sztélét Hjondzsong korjói király uralkodásának 17. évében, 1026-ban állították fel, a Pongszon Hongkjongsza buddhista templomban, mely öt évvel korábban épült. A sárkányfejű teknős talapzaton álló sztélé szövegét a kor híres konfucianista tudósa, Cshö Cshung (최충) írta, a kalligráfiát Pek Hjonrje készítette. A templomot és egy közeli vendégházat a király a Honamot Hanjanggal (Szöullal) összekötő utat használók védelmére építette, mivel sok volt a környéken a rablás. A sztélé mára az egyetlen, ami a templomból megmaradt.